# Joël Bettin
Joël Bettin (Melun, 14 de diciembre de 1966) es un deportista francés que compitió en piragüismo en la modalidad de aguas tranquilas.
Participó en los Juegos Olímpicos de Seúl 1988, obteniendo una medalla de bronce en la prueba de C2 500 m. Ganó tres medallas en el Campeonato Mundial de Piragüismo en los años 1989 y 1991.

## Palmarés internacional
| Juegos Olímpicos   | Juegos Olímpicos     | Juegos Olímpicos  | Juegos Olímpicos |
| Año                | Lugar                | Medalla           | Evento           |
| ------------------ | -------------------- | ----------------- | ---------------- |
| 1988               | Seúl (Corea del Sur) | Medalla de bronce | C2 500 m         |
| Campeonato Mundial |                      |                   |                  |
| Año                | Lugar                | Medalla           | Evento           |
| 1989               | Plovdiv (Bulgaria)   | Medalla de bronce | C2 500 m         |
| 1989               | Plovdiv (Bulgaria)   | Medalla de bronce | C4 500 m         |
| 1991               | París (Francia)      | Medalla de plata  | C4 500 m         |